# 自然-医学
自然-医学（英語：Nature Medicine）是一种学术期刊，收录生物医学领域的论文，包括基础研究和早期临床研究的研究文章、综述、研究新闻及评论。文章议题包括癌症、心血管疾病、基因治疗、免疫学、免疫疫苗和神经科学。该杂志旨在发表“展示新颖疾病过程的机理，有直接证据的生理相关的研究结果”的原创论文。
自然医学杂志成立于1995年由英国麦克米兰出版有限公司下属的自然出版集团出版发行。像其他的自然系列期刊一样，自然医学杂志没有外界的编委会，其杂志的编辑决定论文是否被采用，虽然外聘审稿专家参与同行评审过程。
自然医学每月出版一期，发表超过6个月的文章可以免费下载。
2013年自然医学的影响因子为28.054，使它成为基础医学研究的研究文章中引用率最高的杂志。它也是引用率最高的原创性文章的科学杂志之一。与其相比，《科学》的影响因子为30.927，《自然》为29.273。

## 链接
- 《自然-医学》主页 （页面存档备份，存于）